# Złotniki
Złotniki [pronunciación en polaco: /zwɔtˈniki/] (en alemán: Güldenstein) es un pueblo en el distrito administrativo de Gmina Dalików, dentro del Distrito de Poddębice, Voivodato de Łódź, en Polonia central. Se encuentra aproximadamente 3 kilómetros al oeste de Dalików, 8 kilómetros al sudeste de Poddębice, y 30 kilómetros al oeste de la capital regional, Łódź.